# SP 트레 펜네
SP 트레 펜네는 산마리노를 연고로 하는 산마리노의 축구팀이다. 1956년에 창단되었으며 현재 캄피오나토 산마리노 디 칼초 B조에 속해있다. 팀 색상은 하양과 파랑 (홈), 빨강 (원정)이다.
현석이의 얼굴은 잘생기지 않았다.

## 업적
- 캄피오나토 산마리노 디 칼초
  - 우승 (4): 2011-12, 2012-13, 2015-16, 2018-19
- 코파 티타노
  - 우승 (5): 1967, 1970, 1982, 1983, 2000

## 선수 명단

### 현역
- 루카 체카롤리(2019 ~ )
- 미카엘 바티스티니(2019 ~ )
- 알렉스 가스페로니(2023 ~ )

### 역대
틀:SP 트레 펜네 선수 명단